# 阿諾德·博德
阿諾德·博德（德語：Arnold Bode，1900年12月23日—1977年10月3日）出生於德國卡塞尔市，是一位建築師，畫家，設計師和策展人，德國卡塞爾文獻展（Kassel Documenta）創始人，在繪畫、傢具設計、展館建築學等領域多有建樹。